# Le Ham (Mayenne)
Le Ham ist eine französische Gemeinde mit 343 Einwohnern (Stand: 1. Januar 2022) im Département Mayenne in der Region Pays de la Loire. Die Gemeinde gehört zum Kanton Villaines-la-Juhel im Arrondissement Mayenne.

## Geographie
Le Ham liegt etwa 70 Kilometer nordwestlich von Le Mans. Umgeben wird Le Ham von den Nachbargemeinden Javron-les-Chapelles im Norden und Nordosten, Crennes-sur-Fraubée im Osten, Villaines-la-Juhel im Südosten, Loupfougères im Süden, Hardanges im Südwesten, Le Ribay im Westen sowie Charchigné im Nordwesten.

## Bevölkerungsentwicklung
| Jahr      | 1962 | 1968 | 1975 | 1982 | 1990 | 1999 | 2006 | 2019 |
| Einwohner | 493  | 432  | 396  | 399  | 422  | 422  | 434  | 393  |

## Sehenswürdigkeiten

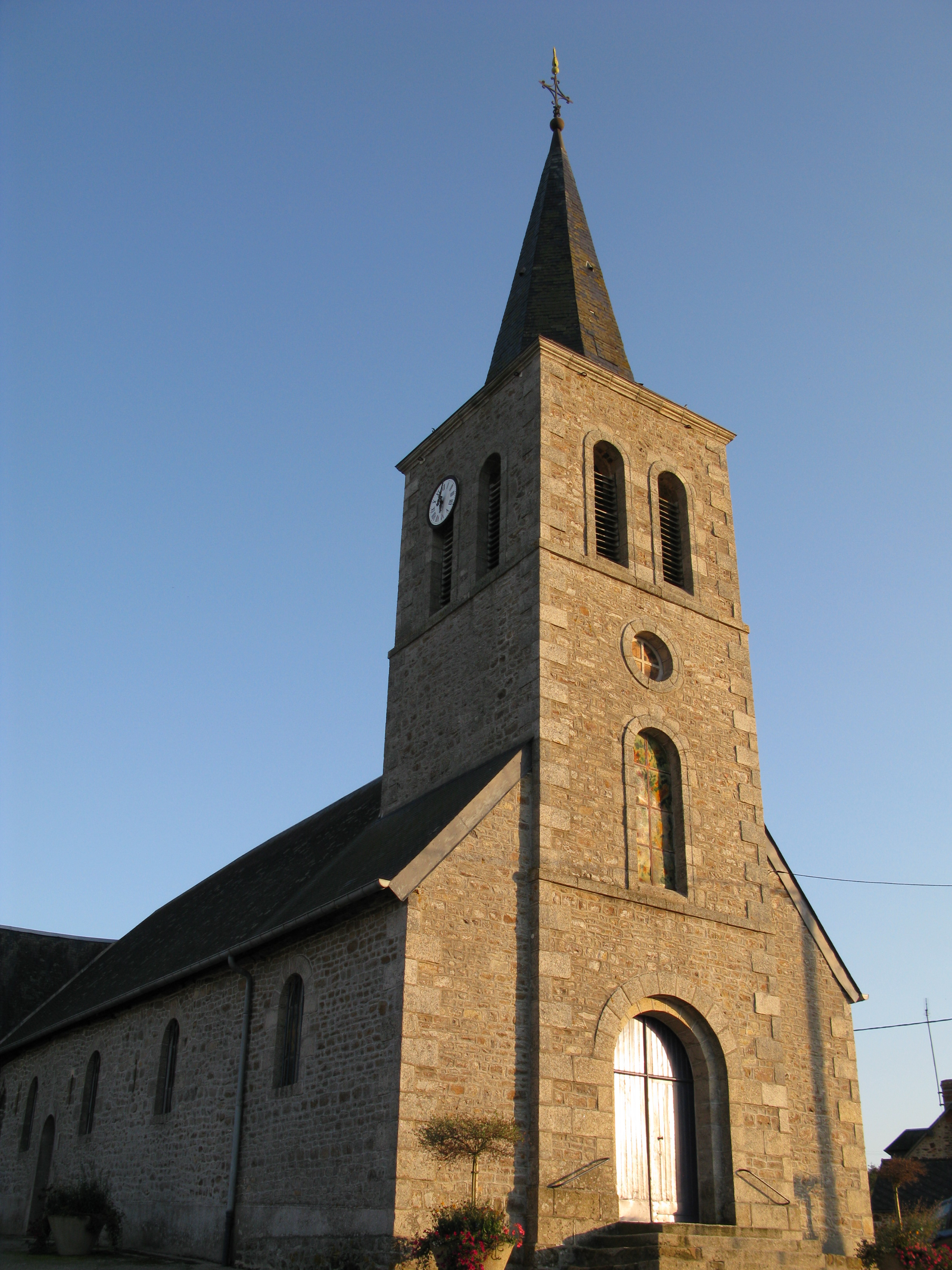
Kirche Notre-Dame

- Kirche Notre-Dame